# Kid vs. Kat
Kid vs Kat (în română Copil vs. pisică) este un serial de animație canadian creat de Studio B Productions, Decode Entertainment pentru Jetix Europa și YTV. Serialul este creat și co-regizat de Rob Boutilier.
Acțiunea filmului se centrează pe lupta dintre un băiat de 10 ani și pisica surorii sale, care în realitate este un extraterestru. O previzualizare a seriei a fost lansată la 5 februarie 2009 pe iTunes, iar serialul a avut premiera pe canalul YTV pe 25 octombrie 2008, iar în Europa pe 4 aprilie 2009 pe Jetix. Seria este creată în Adobe Flash.
Premiera în România a fost la 4 aprilie 2009 pe canalul Jetix. Pe 19 septembrie 2009 a fost mutat pe canalul Disney Channel. În anul 2012 a fost scos din grilă. În mai 2021 a fost redifuzat pentru câteva zile, după a fost scos din nou din grilă.

## Personaje
Domnul Kat - Domnul Kat este un extraterestru care arată ca o pisică fără păr. Kat și Coop sunt dușmani de moarte, Kat dorind moartea lui Coop deoarece el i-a distrus zgarda. Kat încearcă să fie singur cu Coop ca să îl necăjească.
Cooper "Coop" Burtonburger - Coop este un băiețel de 10 ani,care încearcă să demonstreze tuturor, mai ales tatălui său și surorii sale, că domnul Kat nu este o pisică. Într-un episod,în care Kat este dus la doctor și i se fac radiografii,Coop reușește să pună mâna pe ele,însă este nevoit să renunțe la acestea,altfel Kat dădea drumul unui pian peste prietenul său Dennis,în timp ce acesta dormea.
Mildred "Millie" Burtonburger - Millie este sora mai mică a lui Coop și stăpâna lui Kat. Ea îl iubește pe Kat, dar ea poate să țipe încât tot orașul poate să o audă. Ei o strigă "manipulatorul maestru". De asemenea, ea nu îl place pe Coop. El o necăjește. Tatăl ei face orice vrea ea. Millie are părul creț și închis la culoare și poartă ochelari roșii cu un elastic de păr roșu-roz.
Dennis - Este prietenul cel mai bun a lui Coop ,singura persoană care îl crede. Zilele lor de naștere sunt în aceeași zi și își doresc mereu aceleași cadouri. Dennis are părul negru și ochi negri.
Burt Burtonburger - Este tatăl lui Coop și Millie Burtonburger. El este stresat în continuu de comportamentul lui Coop. Burt are părul șaten și ochelari negri.
Doamna Munson - Este o femeie bătrână care este vecină cu familia Burtonburgers. In curtea sa sunt numai pitici, si orice jucarie ii aterizeaza in curte, Dna. Munson il duce in hambar si nu il m-ai predă niciunui copil, (cu excepția lui Millie). Ea este țâfnoasă și rea cu toți copiii și adulții , dar are o slăbiciune pentru Millie. Când Kat îi face probleme ei și dă vina pe Coop, ea țipă "BURTONBURGER!".
Phoebe - Phoebe este colega de clasă a lui Coop. Ea este îndrăgostită de Coop și mereu îl terorizează. Phoeobe o urăște pe Millie (parțial deoarece Millie este stăpâna lui Kat, iar Phoebe este stăpâna lui Honeyfluff - o pisică albă și obeză cu un elastic de păr roz în vârful cozii). Ea are ochii căprui, părul șaten și este creolă.
Henry - Este tatăl lui Dennis. El are aceeași formă a capului ca Dennis, însă el este chel. El este în competiție cu Burt.
Fiona Munson - Este stră-stră-stră-stră-stră-nepoata doamnei Munson și iubita lui Coop. Ea este singura pesoană care a aflat că domnul Kat este un extraterestru, înafară de Coop.

## Istorie
La început s-a numit: "Uite ce a adus sora mea"

A fost creată pentru YTV.

## Credite
- Producători executivi: Blair Peters, Chris Bartleman, Steven DeNure, Neil Court
- Producători: Jaimie Turner
- Dirijată de: Rob Boutilier, Josh Mepham, Greg Sullivan
- Executivi care se ocupă de producție: Marc Buhaj, Daniel Wineman
- Editorii poveștii: Shelley Hoffmann, Robert Pincombe
- Director consultant: Jay Falconer
- A Studio B Productions Inc. and Decode Entertainment Inc. Production In Association With: Disney XD Europe

## Episoade
Vezi: Lista episoadelor din Kid vs Kat
| Sezonul | Sezonul | Episoade | Difuzare Originala                                 | Difuzare Originala                    |
| Sezonul | Sezonul | Episoade | Sezonul de debut                                   | Sezonul final                         |
| ------- | ------- | -------- | -------------------------------------------------- | ------------------------------------- |
|         | 1       | 26       | 25 octombrie 2008 (Canada) 12 februarie 2009 (SUA) | 2010 (Canada) 30 noiembrie 2009 (SUA) |
|         | 2       | 26       | 2010                                               | 2011                                  |

## Canale
| Țară           | Canal                    |
| -------------- | ------------------------ |
| Canada         | YTV                      |
| România        | Disney Channel România   |
| Moldova        | Disney Channel România   |
| Grecia         | Disney XD Greece         |
| Bulgaria       | Disney Channel Bulgaria  |
| Statele Unite  | Disney XD                |
| Marea Britanie | Disney XD (UK & Ireland) |
| Irlanda        | Disney XD (UK & Ireland) |
| Suedia         | Disney XD                |
| Norvegia       | Disney XD                |
| Finlanda       | Disney XD                |
| Danemarca      | Disney XD                |
| Franța         | Disney XD                |
| Mexic          |                          |
| Argentina      |                          |
| Brazilia       |                          |
| Peru           | Disney XD Latin America  |